# 宾俊宅
宾俊宅，位于北京市东城区礼士胡同129号，是北京市文物保护单位。

## 历史
此宅位于礼士胡同西部，北靠前炒面胡同。原是清朝末年武昌府知府宾俊的宅邸，后来日伪时期被其子锡琅出售给投机米商李彦青，后又为律师汪颖所有。不久转给天津某盐商之子李颂臣，经过改建成如今规模。中华人民共和国成立后，此宅曾作为印度尼西亚驻华大使馆，后曾为中国青年报社社址。此后为单位办公使用。
1984年5月24日公布为北京市文物保护单位。 

## 建筑
此宅坐北朝南，由住宅和花园两部分组成，占地面积约1200平房米。现存建筑包括：
- 大门：位于东南端，为广亮大门一间，建在五级双垂带踏跺之上，硬山顶筒瓦过垄脊屋面，檐柱带有雀替，双扇红板门上带有四枚雕花门簪。门外廊心墙、戗檐、门两侧八字墙、沿街院墙都有砖雕图案[1]。
- 倒座房：大门内两侧倒座房各两间，东连后添建的车库两间，西侧是新开的大门，西有临街倒座房五间。
- 东院和西院：一进院内，北面为两个并列的四合院[1]。
  - 东院：一殿一卷式垂花门建在五级台级上，门左右有一对石兽，两侧看面墙上有什锦窗，砖雕窗框。门内正房三间，东、西厢房各三间，各房都带前廊。各房之间有抄手游廊连接，廊子带有倒挂楣子和坐凳。后院有六间北房。1986年在东南院墙处添建一座二柱三楼牌楼，上面绘有苏式彩画。过牌楼向北有一组四合院坐西朝东，院门是一殿一卷式垂花门，门前有坐东朝西的影壁，影壁正中雕有条幅，四角雕有高浮雕岔角花纹。院内南、北、西三面房屋各三间，西房是两卷勾连搭的过厅，可通向西侧的花园，抄手游廊环绕四隅[1]。
  - 西院：与东院毗邻，有带前后廊的南房三间是过厅，也是西院的院门。北房五间，带前后廊。东厢房也是过厅，与东院的西厢连接。该院西侧有单披顶游廊，可通向花园。东、西两院正房之间有座重檐顶圆亭，四面有门廊道与东、西、南、北各房间相连[1]。
- 花园：位于宅院西北部，面积小，有水池、假山、树木、花草。东北角有一座单檐八角亭，顶覆绿琉璃瓦[1]。

此宅院各房都是硬山顶清水脊覆合瓦屋面，墙体都是磨砖对缝。此宅院虽是中华民国时期改建，但建筑完整、布局紧凑。砖雕尤其精致，特别是正房、厢房的廊门走马板上的砖雕匾额，有“撷秀”、“抗风”、“舒华”、“蕴秀”、“竹幽”、“含珠”、“隐玉”、“摘芳”、“拧月”等等。